# Vredenburg 40

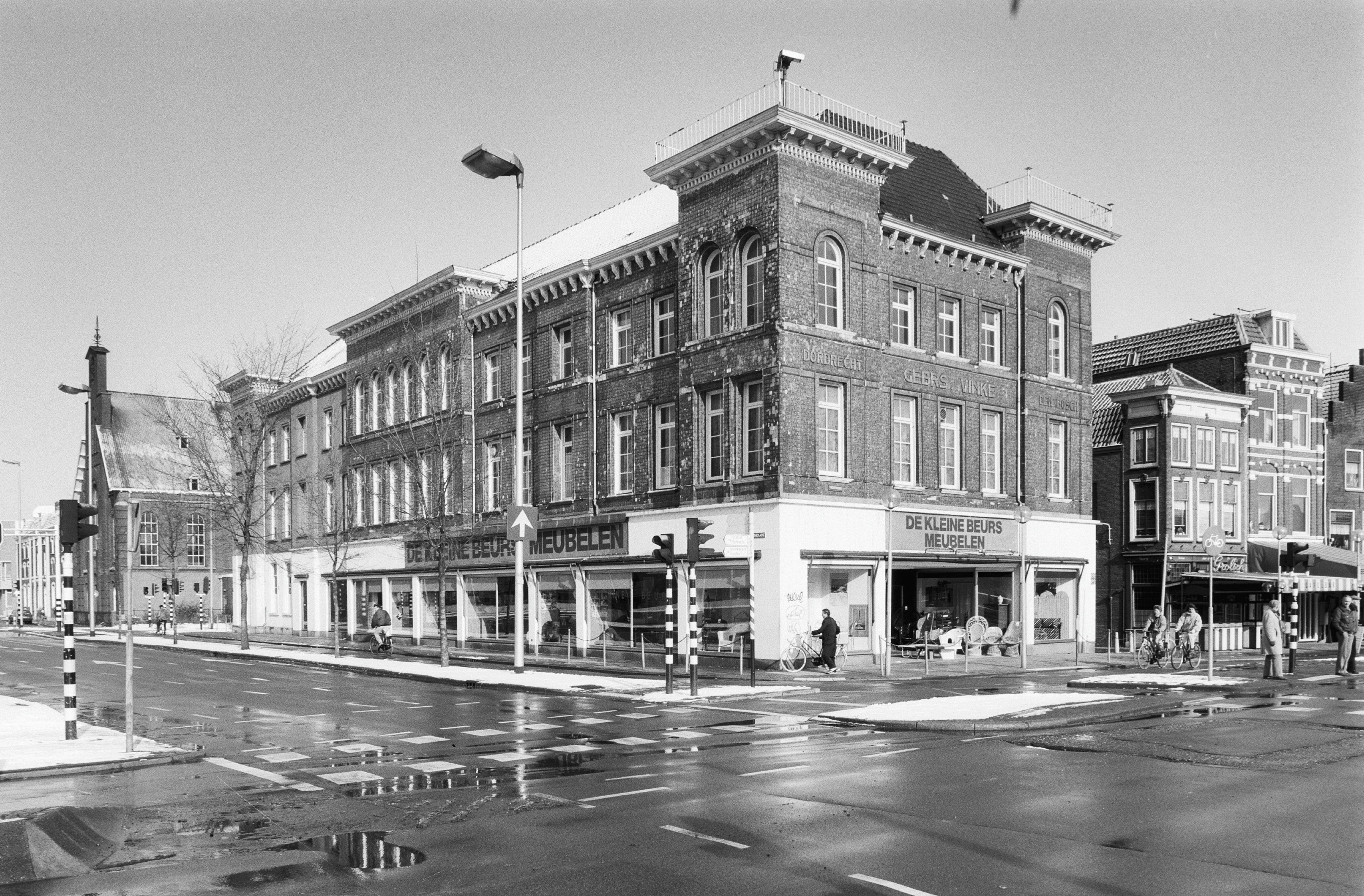
Het Vinkepand in 1987

Vredenburg 40, ook bekend als het Vinkepand, is een rijksmonument op de hoek van het Vredenburg en de Catharijnekade in Utrecht.
Het werd gebouwd als wooncomplex in neoclassicistische stijl in 1857, zo'n tien jaar na de sloop van de Catharijnepoort. Het pand omvatte vijf riante woningen met een eigen ingang. De middelste woning is tweemaal zo groot als de andere. Deze en de woningen aan de zijkanten steken tevens iets uit aan de bovenkant waardoor de illusie van torentjes ontstaat. In een van de woningen woonde Willem Gerard Brill, daarna Abraham Kuyper.
Later kreeg het pand een bedrijfsfunctie. In 1890 begon makelaardij Waltmann & Co haar activiteiten in het pand. In het deel aan het Vredenburg vestigde rond 1910 restaurant De Kroon. In 1915 nam de kledingwinkel van Gebr. Vinke het grootste deel van het pand in gebruik. Vinke liet het pand betegelen met groene tegeltjes. Vinke vertrok in 1975 en meubelwinkel De Kleine Beurs vestigde zich. De gemeente verkocht het pand in 1989 aan Muziek Staffhorst voor het symbolische bedrag van 1 gulden op voorwaarde dat Staffhorst het zou restaureren. Staffhorst verwijderde de tegels die Vinke had aangebracht en bracht het pleister terug. Het gebouw werd in 2001 een rijksmonument. Staffhorst, dat inmiddels was overgenomen door de keten Raf, vertrok in 2009. De gemeente kocht het pand in 2007 terug voor 5 miljoen euro. De gemeente vestigde er de Projectorganisatie en het Infocentrum Stationsgebied voor het project CU2030. Sinds de verhuizing van POS in 2014 naar het nieuwe Stadskantoor heeft het gebouw geen functie meer voor de gemeente. Het Utrechtse college moest daarom de afweging maken om het gebouw te verkopen of te gaan verhuren. Aangezien de aankoop in een dure tijd had plaatsgevonden, had het gebouw door de daaropvolgende vastgoedcrisis een aanmerkelijke waardevermindering ondergaan. De verkoop is mede daarom voor een periode van de vijf tot tien jaar uitgesteld, in afwachting van onder andere herstel van de vastgoedmarkt. In de tussenliggende periode wordt het pand verhuurd.
Na een verbouwing in 2016, opende begin 2017 de Social Impact Factory zijn deuren in het pand, het wil "dé hotspot zijn voor sociaal ondernemerschap" in Utrecht. Het pand bestaat uit vier verdiepingen met 2500 m² voor flexibele werkplekken, vergaderruimtes en ruimtes voor evenementen. Op de begane grond is, wederom na verbouwing, op 1 oktober 2017 Stadsbrasserie De Utrechter geopend.